# Volta a Espanya de 1947
La Volta a Espanya de 1947 fou la 7a edició de la Volta a Espanya i es disputà entre el 12 de maig i el 5 de juny de 1947, amb un recorregut de 3.893 km dividits en 24 etapes, una d'elles dividida en dos sectors. L'inici i final de la cursa fou a Madrid. 47 corredors van prendre la sortida: 35 espanyols, 5 belgues, 4 francesos i 3 neerlandesos, finalitzant la cursa 27 d'ells.
El vencedor fou el belga Edouard Van Dyck, que s'imposà per poc més de dos minuts sobre l'espanyol Manuel Costa. La primera part de la cursa va estar dominada per Delio Rodríguez, que cedí el liderat a Manuel Costa en finalitzar la 12a etapa. Costa es va veure superat per Van Dyck a manca de tres etapes. Van Dyck va basar la seva victòria en les dues contrarellotges individuals, ja que en la primera va treure 8 minuts i mig a Costa i més de quatre en la segona.
Divuit de les etapes foren guanyades per ciclistes espanyols, destacant Delio Rodríguez, que aconseguí vuit triomfs d'etapa. Emilio Rodríguez va guanyar per segona vegada consecutiva la classificació de la muntanya.

## Etapes
| Etapa | Dia        | Recorregut                       | Km       | Guanyador                   | Líder                  |
| ----- | ---------- | -------------------------------- | -------- | --------------------------- | ---------------------- |
| 1a    | 12 de maig | Madrid - Albacete                | 243      | Delio Rodríguez (ESP)       | Delio Rodríguez (ESP)  |
| 2a    | 13 de maig | Albacete - Múrcia                | 146      | Emilio Rodríguez (ESP)      | Delio Rodríguez (ESP)  |
| 3a    | 14 de maig | Múrcia - Alcoi                   | 135      | Julián Berrendero (ESP)     | Delio Rodríguez (ESP)  |
| 4a    | 15 de maig | Alcoi - Castelló de la Plana     | 175      | Adolfo Deledda (ITA)        | Delio Rodríguez (ESP)  |
| 5a    | 16 de maig | Castelló de la Plana - Tarragona | 222      | Delio Rodríguez (ESP)       | Delio Rodríguez (ESP)  |
| 6a    | 18 de maig | Tarragona - Barcelona            | 119      | Cipriano Aguirrezabal (ESP) | Delio Rodríguez (ESP)  |
| 7a    | 19 de maig | Barcelona - Lleida               | 162      | Cipriano Aguirrezabal (ESP) | Delio Rodríguez (ESP)  |
| 8a    | 20 de maig | Lleida - Saragossa               | 144      | Delio Rodríguez (ESP)       | Delio Rodríguez (ESP)  |
| 9a    | 21 de maig | Saragossa - Pamplona             | 176      | Félix Adriano (ITA)         | Delio Rodríguez (ESP)  |
| 10a   | 22 de maig | Pamplona - Sant Sebastià         | 107      | Delio Rodríguez (ESP)       | Delio Rodríguez (ESP)  |
| 11a   | 23 de maig | Sant Sebastià - Bilbao           | 229      | Félix Adriano (ITA)         | Delio Rodríguez (ESP)  |
| 12a   | 24 de maig | Bilbao - Santander               | 212      | Félix Adriano (ITA)         | Manuel Costa (ESP)     |
| 13a   | 25 de maig | Santander - Reinosa              | 201      | Joaquín Jiménez (ESP)       | Manuel Costa (ESP)     |
| 14a   | 26 de maig | Reinosa - Gijón                  | 204      | Delio Rodríguez (ESP)       | Manuel Costa (ESP)     |
| 15a   | 27 de maig | Gijón - Oviedo                   | 105      | Delio Rodríguez (ESP)       | Manuel Costa (ESP)     |
| 16a A | 28 de maig | Oviedo - Ḷḷuarca                 | 101      | Bruno Bertolucci (ITA)      | Manuel Costa (ESP)     |
| 16a B | 28 de maig | Ḷḷuarca - Ribadeo                | 70 (CRI) | Edouard Van Dyck (BEL)      | Manuel Costa (ESP)     |
| 17a   | 29 de maig | Ribadeo - Ferrol                 | 159      | Senén Mesa (ESP)            | Manuel Costa (ESP)     |
| 18a   | 30 de maig | Ferrol - La Corunya              | 70       | Delio Rodríguez (ESP)       | Manuel Costa (ESP)     |
| 19a   | 31 de maig | La Corunya - Vigo                | 180      | Alejandro Fombellida (ESP)  | Manuel Costa (ESP)     |
| 20a   | 1 de juny  | Vigo - Ourense                   | 105      | Félix Adriano (ITA)         | Manuel Costa (ESP)     |
| 21a   | 2 de juny  | Ourense - Astorga                | 228      | Alejandro Fombellida (ESP)  | Manuel Costa (ESP)     |
| 22a   | 3 de juny  | Astorga - Lleó                   | 47 (CRI) | Edouard Van Dyck (BEL)      | Edouard Van Dyck (BEL) |
| 23a   | 4 de juny  | Lleó - Valladolid                | 133      | Delio Rodríguez (ESP)       | Edouard Van Dyck (BEL) |
| 24a   | 5 de juny  | Valladolid - Madrid              | 220      | Joaquín Olmos (ESP)         | Edouard Van Dyck (BEL) |

## Classificacions finals

### Classificació general
| Classificació General | Classificació General         | Classificació General | Classificació General |
| Pos.                  | Ciclista                      | Equip                 | Temps                 |
| --------------------- | ----------------------------- | --------------------- | --------------------- |
| 1                     | Edouard Van Dyck (BEL)        |                       | 132h 27' 00"          |
| 2                     | Manuel Costa (ESP)            |                       | + 2' 14"              |
| 3                     | Delio Rodríguez (ESP)         |                       | + 11' 04"             |
| 4                     | Emilio Rodríguez (ESP)        |                       | + 25' 55"             |
| 5                     | Joaquín Olmos (ESP)           |                       | + 39' 55"             |
| 6                     | Julián Berrendero (ESP)       |                       | + 40' 30"             |
| 7                     | Domenico Pedrali (ITA)        |                       | + 52' 58"             |
| 8                     | Félix Adriano (ITA)           |                       | + 1h 00' 09"          |
| 9                     | Rik Renders (BEL)             |                       | + 1h 04' 30"          |
| 10                    | José Pérez de las Heras (ESP) |                       | + 1h 18' 55"          |

### Classificació de la muntanya
|   | Ciclista                | Equip | Punts |
| - | ----------------------- | ----- | ----- |
| 1 | Emilio Rodríguez (ESP)  |       | 28    |
| 2 | Martín Mancisidor (ESP) |       | 26    |
| 3 | Manuel Costa (ESP)      |       | 24    |